# В этом наша жизнь (фильм)
«В этом наша жизнь» (англ. In This Our Life) — американская черно-белая драма режиссёра Джона Хьюстона по одноимённому роману Эллен Глазго (1941, Пулитцеровская премия за художественную книгу, написанную американским писателем). Премьера фильма состоялась 8 мая 1942 года в Нью-Йорке.

## Сюжет
Молодая Стенли Тимберлейк бросает своего жениха Крейга Флеминга и сбегает с мужем своей сестры Питером Кингсмиллом. Они женятся, оседают в Балтиморе и, в конце концов, Стенли доводит мужа до пьянства и самоубийства. Вернувшись домой в Ричмонд, она узнаёт, что её сестра Рой и Крейг любят друг друга и собираются пожениться. Ревнивая эгоистка Стенли пытается вернуть себе внимание Крейга, однако её истинный характер раскрывается, когда по её вине со служащим Крейга, чернокожим Пэрри Клеем происходит несчастный случай.

## В ролях
- Бетт Дейвис — Стенли Тимберлейк
- Оливия де Хэвилленд — Рой Тимберлейк
- Джордж Брент — Крейг Флеминг
- Деннис Морган — Питер Кингсмилл
- Чарльз Кобурн — Уильям Фицрой
- Фрэнк Крейвен — Аза Тимберлейк
- Билли Берк — Лавина Тимберлейк
- Хэтти Макдэниел — Минерва Клей
- Ли Патрик — сестра Анджела
- Мэри Сервосс — Шарлотта Фицрой
- Эрнест Андерсон — Пэрри Клей
- Уильям Б. Дэвидсон — Джим Пёрди
- Эдвард Филдинг — доктор Бучанан
- Джон Гамильтон — инспектор
- Уильям Форрест — лесничий (англ. Forest Ranger)
- Уолтер Хьюстон — бармен (нет в титрах)

## Съёмочная группа
- Режиссёр-постановщик: Джон Хьюстон
- Сценарист: Говард Кох
- Продюсер: Хэл Б. Уоллис
- Оператор: Эрнест Холлер
- Композитор: Макс Стайнер
- Художник-постановщик: Роберт М. Хаас
- Художник по костюмам: Орри-Келли
- Гримёр: Перк Уэстмор
- Монтажёр: Уильям Холмс
- Звукорежиссёр: Роберт Б. Ли
- Спецэффекты: Роберт Бёркс, Байрон Хаскин
- Каскадёр-дублёр: Одри Скотт
- Дирижёр: Лео Ф. Форбстейн

## Саундтрек
- «South American Way» Джимми МакХью (1939, нет в титрах)
- «Bridal Chorus (Here Comes the Bride)» Рихарда Вагнера (опера «Лоэнгрин», 1850, нет в титрах)
- «Java Jive» Бена Окленда
- «Blues in the Night» Гарольда Арлена
- «How Do I Know It’s Sunday?» Сэмми Фэйна

## Награды
1942 — Премия Национальный совет кинокритиков США в номинации «Лучший актёр» — Чарльз Кобурн.